# 南極座σ
南極座σ (σ Oct，σ Octantis)是南極座內星等5.6等的恆星，它所以受到重視只是因為它是現在的南極星。南極座σ距離地球270光年，在分類上是光譜為F0III的一顆巨星。它也是一顆盾牌δ型變星，光度以2.3小時的週期改變0.03等。南極座σ是出現在國旗上最暗的恆星，它出現在巴西國旗，代表巴西的首都巴西利亞 。它的位置靠近南半球的天球南極附近，因此被當成南極星，也經常被稱為南方的極星。

## 南極星
南極座σ是南極星，這是相對於北極星的說法，算是目前的極星。對一位南半球的觀測者，南極座σ是幾乎不會動的，南方天空中所有的恆星似乎都繞著它旋轉。它是一個很小的半六角型(梯型)的一部分，與真正的南極只有1度的距離，但因為歲差的運動，天球南極正在逐漸遠離。
南極座σ雖然經常被稱為南方的極星，但是官方直到2017年都沒有登錄為正式名稱，即使這個名詞是現代才發明的。2017年，國際天文聯會將該星的專有名定為「Polaris Australis」。

### 南極座σ的位置

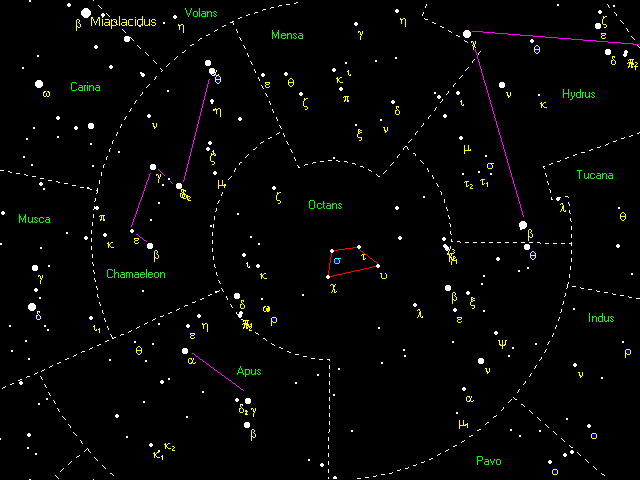
圖中的梯型星群包括著南極座σ。

5.5等的南極座σ以肉眼幾乎看不見，使它成為一顆很差勁的極星，特別是在與非常明亮的北極星比較時。也因為如此，南十字座經常被作為確認天球南極位置的首選指標。
一旦確定南極座σ的近似位置，無論是利用南極座主要的恆星還是南十字座的方法，都需要利用一個星群來作確認：σ、κ、τ和ε，都是大約5.5等的恆星，形成一個梯型的獨特形狀。